# Transit de Vénus de 1769
Le transit de Vénus de 1769 est le second transit de la planète du XVIIIe siècle. Comme le précédent transit en 1761, il donne lieu à de nombreuses observations autour du globe, afin de pouvoir mesurer précisément la valeur de l'unité astronomique, la distance entre la Terre et le Soleil.

## Caractéristiques
Le transit a lieu entre le 3 et le 4 juin 1769. Il est alors visible dans sa totalité sur l'océan Pacifique, la Sibérie et le nord et l'est de l'Amérique du Nord. Il l'est au lever du soleil en Australie et sur la majorité de l'Asie. Il l'est au coucher du soleil sur le reste de l'Amérique du Nord et la totalité de l'Amérique du Sud, ainsi qu'en Europe de l'Ouest.
Les horaires du transit sont les suivants (en temps universel) :
- 1er contact : 19:15 (le 3 juin)
- 2e contact : 19:34
- Transit maximal : 22:25
- 3e contact : 01:16 (le 4 juin)
- 4e contact : 01:35
- Durée totale : 6 h et 20 min.

## Historique

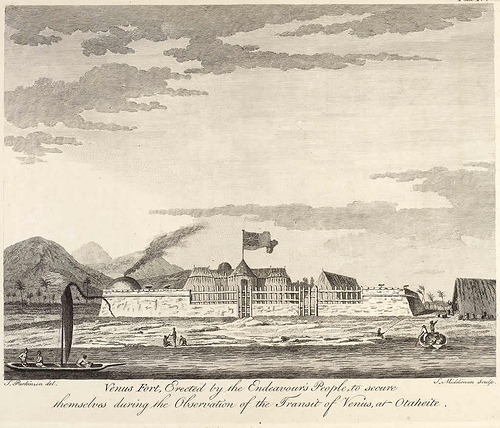
Fort Vénus, lieu d'observation du transit de 1769 à Tahiti lors de l'expédition de Cook.

Les travaux de James Gregory en 1663 et Edmond Halley en 1691 et 1716 montrent qu'il est possible de mesurer l'unité astronomique grâce à de nombreuses observations d'un transit en des points suffisamment espacés de la surface du globe. Comme pour le précédent transit en 1761, le transit de 1769 donne donc lieu à des observations en de nombreux endroits.
Le transit de 1769 est observé dans la baie d'Hudson, en Basse-Californie (alors gouvernée par l'Espagne) et en Norvège. L'astronome tchèque Christian Mayer est invité par Catherine II de Russie pour observer le transit depuis Saint-Pétersbourg avec Anders Johan Lexell, mais ses observations sont gênées par les nuages. D'autres membres de l'Académie russe des sciences observent le transit à huit autres endroits de l'Empire russe. À Philadelphie, la Société américaine de philosophie érige trois observatoires temporaires et appointe un comité, dont David Rittenhouse prend la tête. Les résultats des trois observations sont imprimés dans le premier volume des Transactions de la Société, publié en 1771. Guillaume Le Gentil, ayant manqué de peu le transit précédent, passe huit ans à voyager avant de tenter d'observer celui de 1769 à Pondichéry. Le jour venu, les nuages l'empêchent de réaliser ses observations. Son échec lui fait presque perdre la raison et, à son retour en France après onze ans d'absence, il découvre qu'il a été déclaré mort, qu'il a été remplacé à l'Académie des sciences, qu'il est ruiné et que sa femme s'est remariée.
L'observation du transit est l'une des raisons du premier voyage de James Cook. L'équipage débarque à Tahiti, alors possession française, et construit un petit observatoire au nord de l'île à un endroit nommé depuis Pointe Vénus. L'astronome Charles Green réalise les observations.
Comme lors du précédent transit, le phénomène de la goutte noire empêche de mesurer correctement l'instant où le disque de Vénus se détache du limbe solaire.
Au total 151 observations ont été effectuées depuis 77 lieux différents.
En 1771, les données des transits de 1761 et 1769 permettent à l'astronome français Jérôme Lalande de calculer pour l'unité astronomique la valeur de 153 millions de kilomètres (± 1 million de kilomètres). Du fait du phénomène de la goutte noire, la précision est moindre qu'espérée, mais toutefois considérablement plus grande que les calculs de Jeremiah Horrocks lors du transit de 1639.